# The Transformation of Mike
The Transformation of Mike er en amerikansk stumfilm fra 1912 af D. W. Griffith.

## Medvirkende
- Wilfred Lucas
- Blanche Sweet
- Edna Foster
- William J. Butler
- Kate Bruce